# Cyanonedys leucura
Cyanonedys leucura är en tvåvingeart som beskrevs av Hermann 1912. Cyanonedys leucura ingår i släktet Cyanonedys och familjen rovflugor. Inga underarter finns listade i Catalogue of Life.